# Chala
Chala je kratersko jezero smješteno u kalderi na granici između Kenije i Tanzanije na istočnom kraju planine Kilimanjaro, nedaleko od grada Moshija i 8 kilometara sjeverno od grada Taveta. Boje jezeera varira kroz godinu, od tamnoplave pa preko tirkizne sve do zelene. Jezero je okruženo zidom kratera visokim 100 metara. Jezero većinom vodu dobiva s planine Kilimanjaro što u godini iznosi 10 milijuna kubičnih metara vode. Usprkos tome, jezero se smanjuje. Naime, u zadnjih šest godina razina jezera opala je za 240 centimetara, a na početku 2011. voda se vratila u jezero te mu podiglo razinu za jedan metar. Jezero je dom endemske ribe Oreochromis hunteri koja je vrlo ugrožena te se nalazi na IUCN-ovom crvenom popisu. U jezeru su početkom 20. stoljeća ubačeni patuljasti krokodili koji su se namnožili. Godine 2002. krokodili su ubili ženu koja je plivala, a lokalni ribari ljutiti što im ti isti krokodili paraju mreže i odnose ulov su se digli na noge. Počela je hajka na njih te naveliko pucali i trovalo. Znanstvenici vjeruju da u jezeru nije ostao nijedan krokodil.
Jezero posjeti mnogo turista, a s tanzanijske strane jezera je kroz cijelu godinu otvoren kamp.

## Vanjske poveznice
|  | Zajednički poslužitelj ima još gradiva o temi Chala |